# Jonas Bahamboula
Jonas Bahamboula (Brazzaville, Congo francés; 2 de febrero de 1949) es un exfutbolista de República del Congo que jugaba en la posición de mediocampista.

## Carrera

### Club
Jugó toda su carrera con el Diables Noirs de 1968 a 1987 con quien fue campeón nacional en 1977 y jugó en la Copa Africana de Clubes Campeones 1977 donde llegaron a la segunda ronda.

### Selección nacional
Jugó para Congo de 1970 a 1982 con la que disputó 56 partidos, récord con la selección nacional. Ganó la Copa Africana de Naciones 1972 y también participó en las ediciones de 1974 y 1978.
En 2006 fue elegido entre los mejores 200 jugadores africanos de los últimos 50 años.

## Logros

### Club
- Primera División del Congo: 1

1977

### Selección nacional
- Copa Africana de Naciones: 1

1972